# Isla Santiago Oeste
Isla Santiago Oeste es una isla de Ensenada, en la Provincia de Buenos Aires, Argentina.

## Población
Se encuentra dentro del aglomerado del Gran La Plata con 237 habitantes (Indec, 2001), incluyendo Escuela y Liceo Naval Río Santiago.

### Sismicidad
La región responde a las subfallas «del río Paraná», y «del río de la Plata», y a la falla de «Punta del Este, Uruguay», con sismicidad baja; y su última expresión se produjo el 5 de junio de 1888 (136 años), a las 3.20 UTC-3, con una magnitud aproximadamente de 5,0 en la escala de Richter (terremoto del Río de la Plata de 1888).